# Tandlægeskræk
Begrebet tandlægeskræk (også kaldet odontofobi [od̥ʌntofob̥iːˀ]) dækker over samtlige former for frygt eller nervøsitet i forbindelse med tandlægebehandling og tandlægebesøg. Frygten er ikke målrettet tandlægen som person, men ofte behandlingen og de smerter, som denne kan medføre. Ofte viser det sig, at tandlægeskræk opstår efter en ubehagelig oplevelse hos en tandlæge. Det er ikke en psykisk lidelse men en fobi, som man selv udvikler. Det er derfor ikke noget, som man fødes med, men som kan opstå i barndommen.

## Tandlægeskræk i praksis
Det vurderes, at omkring 36% af den danske befolkning lider af en eller anden grad af tandlægeskræk.Og det vurderes, at 10% lider af det i en sådan grad, at det kan påvirke deres tandsundhed og dermed almene helbred. Tandlægeskræk giver i de fleste tilfælde anledning til en ond cirkel, hvor patienten undgår undersøgelser og behandlinger, hvilket blot gør fremtidige behandlinger endnu værre. I kraft af at tandlægeskræk er en subjektivt betinget lidelse, der ofte skyldes, at patienten tidligere har haft ubehagelige oplevelser hos en tandlæge, kan behandlingen bestå i at overvinde sin frygt og besøge en tandlæge, man har tillid til. 
Andre teknikker som terapi, det være sig gruppe-, hypno- eller kognitiv terapi eller beroligende medicinering kan også anvendes. 